# Fredericia-Aarhus-banen
Jernbanestrækningen Fredericia-Aarhus blev indviet den 4. oktober 1868, hvor den i syd forbandt strækningen Fredericia-Vamdrup-Farris og jernbanefærge-forbindelsen til Strib, som begge blev åbnet i 1866 og i nord banen til Randers åbnet i 1862.

## Historie
Strækningen var den næstsidste strækning, som Peto, Brassey and Betts byggede for den danske stat efter aftale med konsortiet den 18. december 1860 og stadfæstet i lov af 10. marts 1861. Linieføringen var i aftalen ikke endelig fastlagt. Ved lov af 19. januar 1863 blev linjeføringen fastlagt til Fredericia-Vejle-Horsens-Fuldbro Mølle-Stilling-Aarhus, men krigen i 1864 medførte udsættelse af anlægget, og ved lov af 22. maj 1866 blev linjeføringen ændret imellem Horsens og Aarhus til, at strækningen skulle gå over Skanderborg.
Strækning fik dobbeltspor i årene 1916 til 1929 og blev trinvis moderniseret i årene 1967 til 1975, hvor der blev indført fjernstyring af mindre stationer. I 1973-75 blev en delstrækning syd for Horsens flyttet for at gøre det muligt at sætte hastigheden op.
Strækningen stod til at blive næste til at blive elektrificeret, hvilket blev besluttet ved rammeaftalen om DSB for 1995-98, hvor samtidig delstrækningerne fra Eriknauer til Horsens og fra Horsens til Skanderborg skulle rettes ud. Projekteringen af dette besluttedes med lov nr. 342 af 20. maj 1997. I 1999 november aftales, at projektet skulle stoppes, da det blev vurderet, at elektrificering ikke kunne betale sig, og DSB fik lov til indkøbe nye dieseldrevne togsæt, som senere blev kendt som IC4. Derudover var der lokal modstand imod 
udretningsprojektet. Projekteringsloven blev ophævet ved lov nr. 496 af 7. juni 2001.
Som følge af en aftale omkring Togfonden i 2014 kom der gang i undersøgelser omkring elektricering og opgradering af strænkningen.
Der var planer om at bygge en ny bro over Vejle fjord, der ville forkorte rejsetiden Odense–Aarhus fra 92 minutter (i 2015) til en time.

## Fremtid
En VVM-redegørelse om elektrificering og hastighedsopgradering blev udgivet i maj 2017.
Elektrificering af strækningen er planlagt til ultimo 2026.

## Stationer på strækningen
- Fredericia Station (Fa), forbindelse til Den fynske hovedbane og Fredericia-Vamdrup-Farris
- Pjedsted Station (Pj), nedsat fra trinbræt i 1971 og nedlagt som trinbræt i 1979
- Børkop Station (Bk), ændret fra station til trinbræt i 1973, men er stadig signalteknisk station.
- Brejning Station (Bé), ændret fra station til trinbræt i 1973.
- Munkebjerg Billetsalgssted (Muk), oprettet i 1918, nedlagt i 1966.
- Vejle Station, forbindelse til Vejle-Give Jernbane som blev forlænget videre til Herning og Holstebro.
- Daugård Station (Dg), nedlagt som station i 1970.
- Hedensted Station (Hed), nedlagt som station i 1974, blev standsningssted igen i 2006.
- Løsning Station (Lø), station indtil 1971 og nedlagt som trinbræt med billetsalg i 1974.
- Eriknauer Trinbræt (Ert), nedlagt i 1963.
- Hatting Station (Hat), nedlagt som station i 1971.
- Horsens Station (Hs), havde forbindelse til 4 privatbaner.
- Tvingstrup Station (Tv), nedlagt som station i 1971.
- Hovedgård Station (Hå), nedlagt som station i 1974 og sidespor nedlagt i 1977, men er stadig signalteknisk station.
- Hylke Station (Hy), nedsat fra Station i 1973 og nedlagt som trinbræt i 1974.
- Skanderborg Station (Sd), har forbindelse til Skanderborg-Skjern
- Stilling Station (Il), nedsat til trinbræt i 1974 og nedlagt i 1979.
- Hørning Station (Hx), nedsat til trinbræt fra station i 1974 og nedlagt i 1979, men er stadig signalteknisk station. Blev standsningssted igen i 2003.
- Hasselager Station (Hc), nedsat til trinbræt fra station i 1976 og nedlagt i 1979, sidste sidespor, anvendt til gods nedlagt og optaget i 2015.
- Viby J Station (Vi), oprettet i 2004.
- Aarhus H (Ar), forbindelse til Aarhus-Randers, Grenaabanen og Odderbanen

## Trafikken
Lokaltog på strækningen Fredericia-Aarhus blev inddraget i 1971, hvor en del stationer blev nedlagt. I 1974 kom der Intercitytog. der medførte lukning af Hedensted og Hovedgård. I 1979 indførtes Regionaltog fra Fredericia mod Herning og Struer, hvor Pjedsted blev lukket og fra Aarhus til Herning, hvor flere stationer mellem Aarhus og Skanderborg blev lukket. Senere er Hørning, Viby J og Hedensted blevet genåbnet.
Fra januar 2003 betjenes strækningen Aarhus-Skanderborg både af Arriva og DSB, mens strækningen Skanderborg-Fredericia udelukkende betjenes af DSB.